# Sanjin Prcić
Sanjin Prcić, né le 20 novembre 1993 à Belfort (France), est un footballeur international bosnien qui évolue au poste de milieu de terrain.

## Biographie

### Enfance et débuts
Sanjin Prcić naît le 20 novembre 1993 à Belfort, en France, quelques mois après l'arrivée de ses parents, ceux-ci ayant fui la guerre de Bosnie-Herzégovine. Son père est un footballeur, ayant évolué en deuxième division du championnat de Yougoslavie.
À l'âge de sept ans, Sanjin Prcić intègre le centre de formation du FC Sochaux-Montbéliard, club où il réalise toute sa formation. En 2010, il participe au titre de champion de France des moins de 17 ans obtenu par le club sochalien. Par la suite, il intègre l'équipe réserve sochalienne : pour sa première saison à ce niveau, sous la direction d'Éric Hély, il joue 14 matchs de CFA et inscrit un but. Durant sa deuxième saison en CFA, il dispute 24 matchs et marque trois buts.
Durant sa formation, il est appelé à représenter son pays d'origine. Prcić dispute ainsi douze matchs avec l'équipe de Bosnie-Herzégovine des moins de 17 ans, avant d'être appelé dans la catégorie supérieure, avec les moins de 19 ans.

### Carrière professionnelle

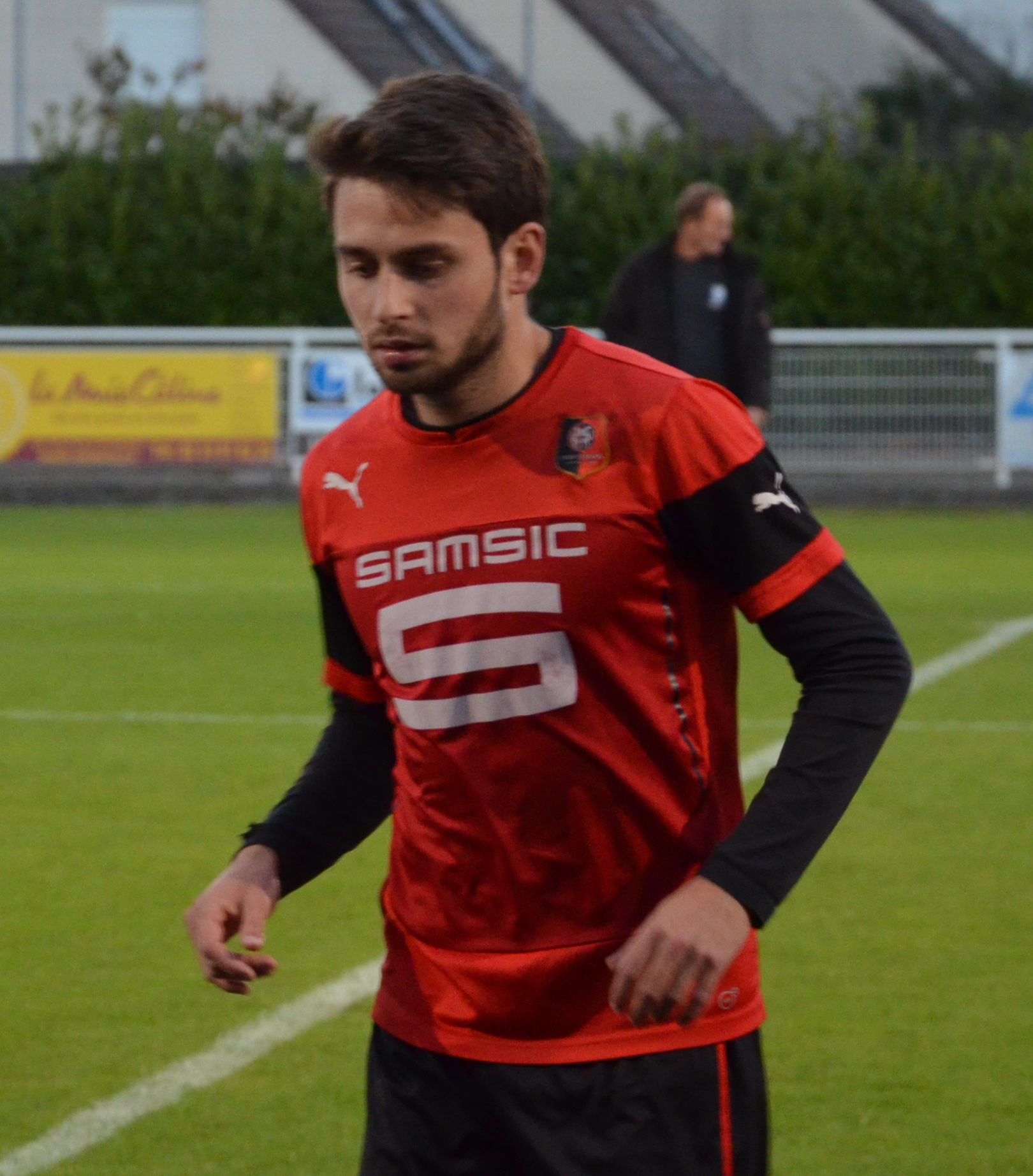
Sanjin Prcić avec le Stade rennais en novembre 2014.

Le 21 mars 2012, Prcić signe un premier contrat professionnel de trois ans en faveur du FC Sochaux-Montbéliard, après avoir été appelé dans le groupe professionnel par Mécha Baždarević, sans rentrer en jeu. En septembre 2012, il subit une rupture des ligaments croisés du genou qui l'éloigne des terrains durant plusieurs mois. De retour en fin de saison, il joue quelques matchs avec la réserve sochalienne.
Au début de la saison suivante, le 31 août 2013, Sanjin Prcić fait ses débuts en Ligue 1 contre l'AC Ajaccio, remplaçant Roy Contout en fin de match. Un peu moins d'un mois plus tard, il obtient une première titularisation lors d'un déplacement face à l'En avant de Guingamp. Marqué par une large défaite (5 buts à 1), ce match entraîne la démission de l'entraineur sochalien Éric Hély. Le 30 octobre 2013, il marque son premier but chez les professionnels, lors d'une rencontre de Coupe de la Ligue face au Montpellier HSC.
Après cette première saison jouée avec les professionnels au FC Sochaux, qui se conclut par une descente en Ligue 2, Prcić est transféré au Stade rennais, avec lequel il signe un contrat de quatre ans le 31 juillet 2014. Il obtient sa première sélection en équipe nationale A de Bosnie-Herzegovine dans la foulée, le 3 septembre 2014, lors d'un match amical contre le Liechtenstein. Il dispute l'intégralité de la rencontre et sa sélection s'impose 3-0.
En manque de temps de jeu, il est prêté avec option d'achat le 31 août 2015 au Torino FC puis à l'AC Pérouse.
Le 1er août 2018, il est vendu par le Stade Rennais Football Club au Levante Unión Deportiva pour la somme de 2,5 millions d'euros avec qui il signe un contrat jusqu'en 2021. Le club espagnol du Levante UD décide de le prêter sans option d'achat au Racing Club de Strasbourg Alsace pour pallier l'absence du milieu central Jonas Martin, blessé à la cheville gauche.
Le 9 avril 2024, alors que son contrat court jusqu'en 2025 et qu'il n'a quasiment pas joué de la saison, Prcić et le Racing Club de Strasbourg trouvent un accord pour résilier le contrat qui les lie, ce qui permet au joueur de partir libre.

## Palmarès

### En club
- Champion de France des moins de 17 ans en 2010 avec le Football Club Sochaux-Montbéliard
- RC Strasbourg
  - Vainqueur de la Coupe de la Ligue en 2019.

## Statistiques
| Saison                | Club                   | Championnat           | Championnat | Championnat | Championnat | Coupe nationale | Coupe nationale | Coupe nationale | Coupe de la Ligue | Coupe de la Ligue | Coupe de la Ligue | Total | Total | Total |
| Saison                | Club                   | Division              | M.          | B.          | P.d.        | M.              | B.              | P.d.            | M.                | B.                | P.d.              | M.    | B.    | P.d.  |
| 2013-2014             | FC Sochaux-Montbéliard | Ligue 1               | 29          | 0           | 0           | 2               | 1               | 0               | 1                 | 1                 | 0                 | 32    | 2     | 0     |
| Sous-total            | Sous-total             | Sous-total            | 29          | 0           | 0           | 2               | 1               | 0               | 1                 | 1                 | 0                 | 32    | 2     | 0     |
| 2014-2015             | Stade rennais FC       | Ligue 1               | 17          | 1           | 1           | 1               | 0               | 0               | 2                 | 0                 | 0                 | 20    | 1     | 1     |
| Sous-total            | Sous-total             | Sous-total            | 17          | 1           | 1           | 1               | 1               | 0               | 2                 | 0                 | 0                 | 20    | 2     | 1     |
| 2015-2015             | Torino FC (prêt)       | Serie A               | 2           | 0           | 0           | 1               | 0               | 0               | 0                 | 0                 | 0                 | 3     | 0     | 0     |
| Sous-total            | Sous-total             | Sous-total            | 2           | 0           | 0           | 1               | 0               | 0               | 0                 | 0                 | 0                 | 3     | 0     | 0     |
| 2016                  | AC Pérouse (prêt)      | Serie B               | 13          | 3           | 0           | 0               | 0               | 0               | 0                 | 0                 | 0                 | 13    | 3     | 0     |
| Sous-total            | Sous-total             | Sous-total            | 2           | 0           | 0           | 1               | 0               | 0               | 0                 | 0                 | 0                 | 3     | 0     | 0     |
| 2016-2017             | Stade rennais FC       | Ligue 1               | 25          | 1           | 1           | 2               | 0               | 0               | 1                 | 0                 | 0                 | 28    | 1     | 1     |
| 2017-2018             | Stade rennais FC       | Ligue 1               | 19          | 1           | 0           | 0               | 0               | 0               | 1                 | 1                 | 0                 | 20    | 2     | 0     |
| Sous-total            | Sous-total             | Sous-total            | 44          | 2           | 1           | 2               | 0               | 0               | 2                 | 1                 | 0                 | 48    | 3     | 1     |
| Total sur la carrière | Total sur la carrière  | Total sur la carrière | 104         | 6           | 3           | 6               | 1               | 0               | 5                 | 2                 | 0                 | 115   | 9     | 3     |